# 1693 Hertzsprung
Hertzsprung (asteroide 1693) é um asteróide da cintura principal com um diâmetro de 38,67 quilómetros, a 2,0463103 UA. Possui uma excentricidade de 0,2694897 e um período orbital de 1 712,42 dias (4,69 anos).
Hertzsprung tem uma velocidade orbital média de 17,79590904 km/s e uma inclinação de 11,92707º.
Esse asteroide foi descoberto em 5 de Maio de 1935 por Hendrik van Gent.
O seu nome é uma homenagem ao astrónomo dinamarquês Ejnar Hertzsprung.